# Драконова буря
Драконова буря (наречена така през 2004 г. заради необикновената си форма) е името, дадено на голяма, ярка конвекционна буря на южното полукълбо на планета Сатурн. Най-вероятно тя ще бъде дълготрайна и периодично ще избухва и след това ще утихва. Появила се е в средата на септември 2004 г. Бурята е силен източник на радио емисии, които са засечени от апрата Касини-Хюйгенс.